# Kristin Derfler
Kristin Derfler (* 1965 in Wien) ist eine deutsche Drehbuchautorin, Creative Producerin und frühere Schauspielerin.

## Leben und berufliche Laufbahn
Derfler wurde 1965 in Wien geboren. Von 1984 bis 1988 studierte sie Schauspiel an der Hochschule für Musik und darstellende Kunst in Hamburg. Im Anschluss arbeitete sie an renommierten Theatern in Hamburg und Frankfurt unter Regisseuren wie Robert Wilson und Einar Schleef.
Sie verließ das staatliche Theatersystem im Jahr 1992. Zusammen mit jungen Theaterkünstlern aus Ost- und Westberlin realisierte sie mehrere interdisziplinäre Projekte. Bis 2001 trat sie in Fernseh- und Filmrollen auf und beendete danach offiziell ihre Schauspielkarriere, um sich auf die Tätigkeit als Drehbuchautorin zu konzentrierte. Derfler wurde Gaststudentin an der Deutschen Film- und Fernsehakademie (DFFB) und nahm anschließend am einjährigen Stoffentwicklungsprogramm der Master School Drehbuch Berlin teil, in dem sie ihr Drehbuchdebüt „Spur der Hoffnung“ entwickelte, das 2006 vom NDR verfilmt wurde. Sie ist die Schöpferin von preisgekrönten Fernsehfilmen wie Es ist nicht vorbei und dem Zweiteiler Brüder, als auch der internationalen Drama/Thriller-Serie Zwei Seiten des Abgrunds (Two Sides of the Abyss), die am 8. Mai 2023 auf den Plattformen von RTL+, WarnerTVSerie und HBOmax ihren erfolgreichen Serienrelease gefeiert hat.
Derfler gehört neben Annette Hess, Volker A. Zahn und Orkun Ertener zu den Gründungsmitgliedern der Drehbuchautoren-Initiative „Kontrakt 18“, eine von mehr als 200 Drehbuchautoren unterzeichnete Selbstverpflichtung, die den Autoren mehr kreative Kontrolle und Mitsprache im Prozess der Filmherstellung ermöglichen soll.

## Filmografie (Auswahl)
- 2011: Es ist nicht vorbei (Autorin)
- 2013: Willkommen im Club (Autorin)
- 2014: Polizeiruf 110: Hexenjagd (Autorin)
- 2017: Brüder (Autorin)
- 2019: Dein Leben gehört mir (Autorin)
- 2023: Tatort: Totes Herz (Autorin)
- 2023: Zwei Seiten des Abgrunds (Two Sides of the Abyss, Miniserie, 1 Staffel, alle sechs Episoden, Creator, Autorin und Creative Producerin)[8]

## Auszeichnungen/Nominierungen
- 2011: Biberacher Filmfestspiele – Hauptpreis „Bester Fernsehfilm“ für „Es ist nicht vorbei“
- 2012: Fernsehfilmpreis der Deutschen Akademie der Darstellenden Künste, Nominierung für "Es ist nicht vorbei"
- 2012: Juliane-Bartel-Medienpreis, Nominierung für "Es ist nicht vorbei"
- 2012: Internationales Fernsehfilmfestival (FIPA)
- 2012: Zoom Award Barcelona for the Best Script für „Es ist nicht vorbei“
- 2012: Grimme Preis, Nominierung in der Kategorie "Fiktion" für "Es ist nicht vorbei"
- 2013: Nominierung Jupiter Filmpreis für "Willkommen im Club", Kategorie "Bester TV-Film (National)"[9]
- 2017: Nominierung Jupiter Filmpreis für "Brüder", Kategorie "Bester Schauspieler (National) für Edin Hasanovic und "Bester-TV-Film (National)
- 2018: Nominierung Deutscher Fernsehpreis für "Brüder", Kategorie "Bester Schauspieler" für Edin Hasanovic[10]
- 2018: Deutscher Fernsehpreis für „Brüder“ als bester Mehrteiler[11]
- 2023: Nominierung Deutscher Fernsehkrimipreis für "Zwei Seiten des Abgrunds" in der Kategorie "Krimiserie des Jahres"[12]
- 2023: Nominierung Berlinale Series Market Selects für "Zwei Seiten des Abgrunds"[13]
- 2024: Breaking TV Film Festival Award für "Zwei Seiten des Abgrunds" in den Kategorien "Best Series", "Best Horror/Thriller", "Best Male Director", "Best Actress" und "Best Actor"[14]